# Zingiber neglectum
Zingiber neglectum är en enhjärtbladig växtart som beskrevs av Theodoric Valeton. Zingiber neglectum ingår i släktet Zingiber och familjen Zingiberaceae. Inga underarter finns listade i Catalogue of Life.